# My Posse
My Posse was de enige plaat van C.I.A., de hiphopgroep waarmee Ice Cube zijn carrière begon. De plaat staat ook bekend als The C.I.A. EP en werd geproduceerd door Dr. Dre. Hij werd in beperkte oplage uitgebracht en is vrij zeldzaam. My Posse werd opnieuw uitgebracht door de baas van het Amerikaanse platenlabel Kru-Kut, Lonzo, maar is slechts bij één platenzaak in de wereld te koop: LaRhythms in Baton Rouge.

## Tracklist
| Nummer  | Titel                             | Artiest | Duur | Producer |
| ------- | --------------------------------- | ------- | ---- | -------- |
| A-kant: |                                   |         |      |          |
| 1       | My Posse                          | C.I.A.  | 5:24 | Dr. Dre  |
| 2       | Just 4 The Cash $                 | C.I.A.  | 4:30 | Dr. Dre  |
| 3       | Ill-Legal                         | C.I.A.  | 4:55 | Dr. Dre  |
| B-kant: |                                   |         |      |          |
| 4       | My Posse (instrumentaal)          | C.I.A.  | 5:24 | Dr. Dre  |
| 5       | Just 4 The Cash $ (instrumentaal) | C.I.A.  | 4:30 | Dr. Dre  |
| 6       | Ill-Legal (instrumentaal)         | C.I.A.  | 4:55 | Dr. Dre  |